# Герман Фохтінг

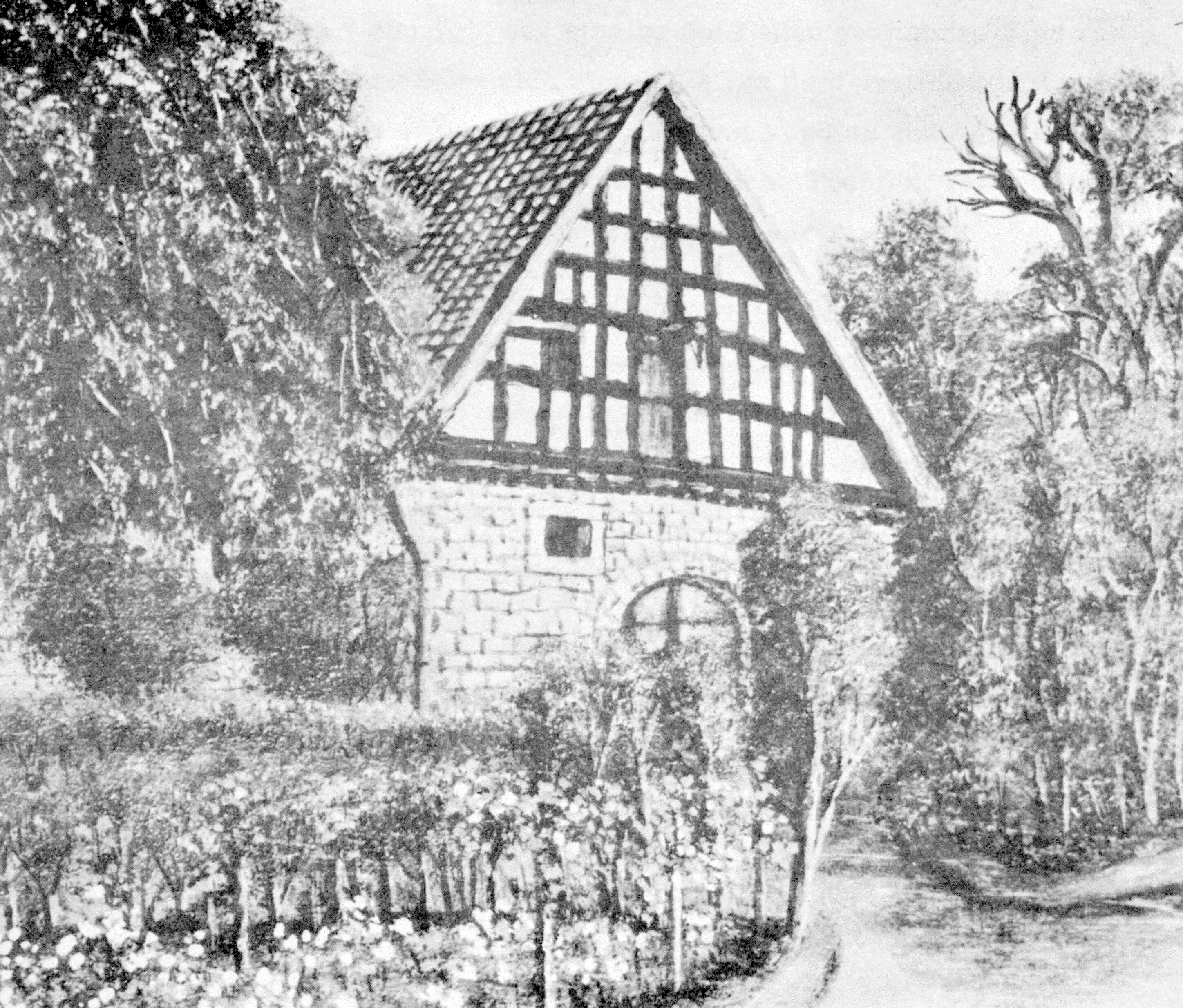
Місце народження Г. Фохтінга

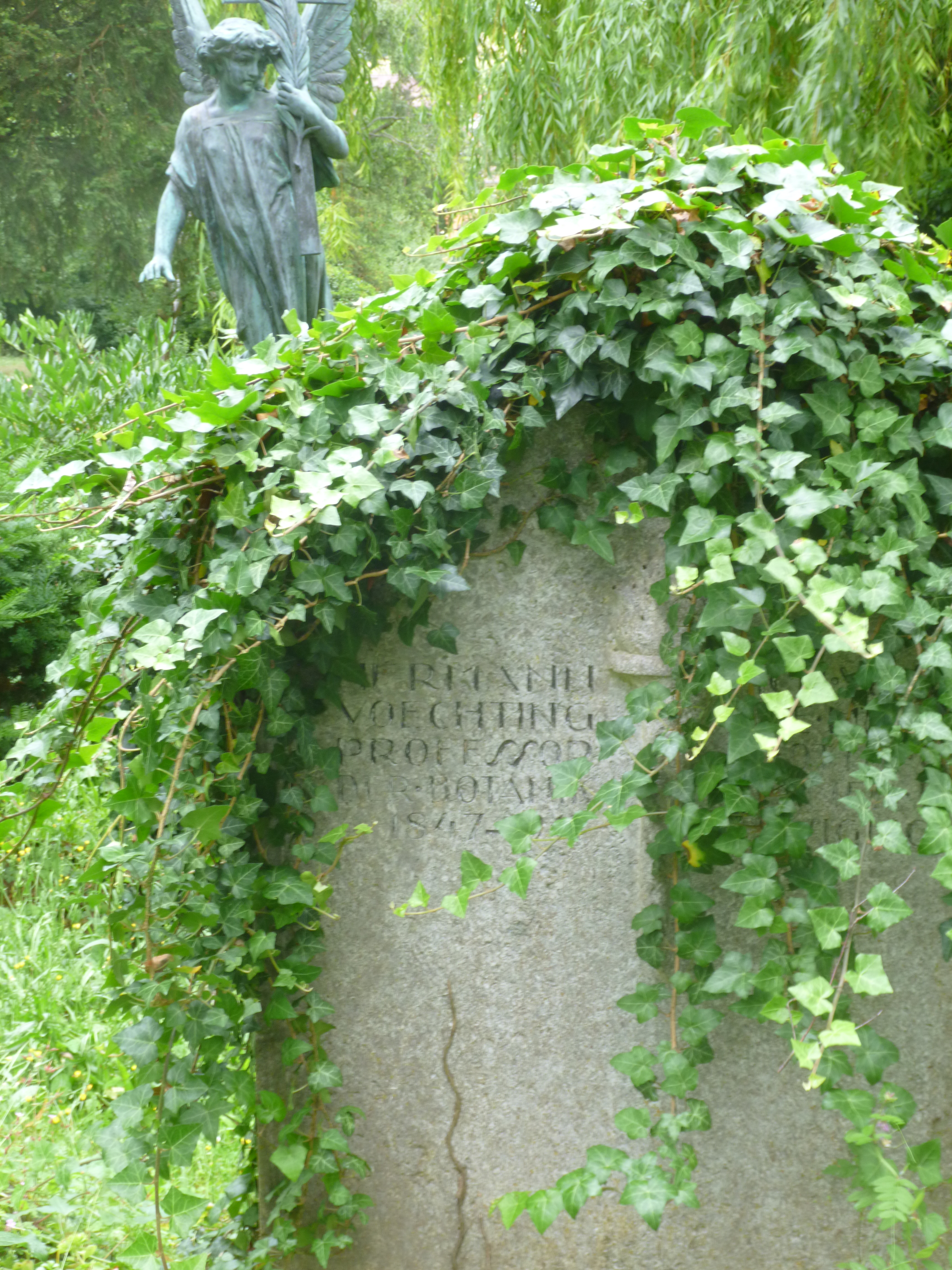
Могила на міському цвинтарі Тюбінгена

Герман Крістіан Фохтінг (8 лютого 1847, Бломберг — 24 листопада 1917, Тюбінген) — німецький ботанік. Його офіційний ботанічний псевдонім — «Vöcht».

## Біографія
Герман Фохтінг зробив значний внесок у морфологію пагонів (кормофітів) і виявив полярність між пагоном і коренем.
Він народився в Бломберзі. Його батько, Фрідріх Фохтінг, займався вирощуванням гвоздики в Бломберзі. Фраза «місто гвоздик» вживається до сьогодні і нагадує саме Фрідріха. Герман отримав багато знань від свого батька, які сформували його для подальшого життя. Після успішного закінчення Blomberger Rektorschule, він вивчав садівництво при князівському дворі в Детмольді .
Під час навчання він зрозумів, що професії садівника інтелектуально йому не вистачає. Тому Герман Фохтінг поїхав до Берліна і почав вивчати математику та природничі науки. Він переїхав до Геттінгена, щоб захистити докторську дисертацію про південноамериканську родину епіфітних рослин Rhipsalidaceae. З 1874 по 1878 Фохтінг працював науковим співробітником в Боннському університеті. У цей час він також доглядав за ботанічним садом.
Але незабаром він став професором Базельського університету. Останнім місцем його роботи був Тюбінген. Там він працював з 1887 року керівником Ботанічного інституту. Незабаром він привернув до себе увагу вдалими результатами досліджень і значною науковою працею, і був одним із провідних біологів свого часу. Фохтінг був одним із співзасновників фізіології рослин: основною метою його досліджень була не структура рослини, а функції та метаболізм.
З віком виникли проблеми зі здоров'ям (проблеми з серцем). Герман Фохтінг помер у Тюбінгені 24 листопада 1917 року.

## Гімназія Германа Фохтінга
Hermann Vöchting Gymnasium Blomberg (HVG, раніше Städt. Gymnasium Blomberg) — єдина гімназія у місті Бломберг у районі Ліппе у Північному Рейн-Вестфалії. Нині у ньому навчаються близько 900 студентів, яких навчають та контролюють близько 80 вчителів та співробітників, які працюють протягом усього дня та працюють з адміністрацією. Середню школу, яка є частиною шкільного центру у Бломберзі, очолює старший науковий керівник Майкл Ханке.
Історію гімназії Бломбергера і особливо шкіл-попередників важко відновити. Однак в 1459 знайдені задокументовані заняття шкільним вчителем Бломберга. Граф Йоганн Бернхард цур Ліппе після війни віддав місту Бломберг старий монастир і прилеглий будинок для бідних. З 1651 року у цих кімнатах можна було проводити уроки. Згідно з написом, будинок ректора був побудований в Seligen Winkel в центрі Бломберга в 1708 році. Після трьох чи чотирьох років навчання багато учнів ректорської школи Бломберга перейшли до гімназії у прилеглих містах, а потім почали навчатися.
На рубежі ХХ століття у Школі ректора навчалося близько 30 студентів. Пізніше ця школа була перетворена на прогімназію, де вже можна було отримати атестат про закінчення середньої школи.
20 листопада 1953 року відбулося урочисте відкриття нової будівлі міської середньої школи у Бломберзі. 1954 року міська адміністрація подала заявку на розширення середньої школи. Це було схвалено, і в 1959 прогімназія з відкриттям 11 класу стала повноцінною середньою школою, яка в тому ж році вперше прийняла випускні іспити. В наступні роки навколо гімназії розвинувся шкільний центр, і були побудовані деякі нові будівлі та прибудови. У 2013 році 1956 учнів відвідали шкільний центр Бломберга, який тепер складається з гімназії Германа Фохтінга, а також середньої та спеціальної школи.
У 2006 році муніципальна середня школа в Бломберзі була перейменована на Hermann Vöchting Gymnasium після того, як учні, батьки та вчителі протягом тривалого часу розглядали різні пропозиції і, нарешті, проголосували явною більшістю за те, щоб школа була названа в честь ботаніка.

## Відзнаки
- 1888: Призначення кореспондентом Королівського товариства наук у Геттінгені.
- 1892: Призначення царем Олександром III до Імператорського товариства природничих наук Росії.
- 1902: нагорода Почесним хрестом ордена Вюртемберзької корони .
- 1909: Призначення почесним доктором з нагоди святкування 100-річчя.
- 1909: Нагороджений почесним доктором Лейпцизького університету .
- 1913: Призначення членом-кореспондентом Прусської академії наук у Берліні.
- 2006: Після демократичного виборчого процесу, до якого були залучені вчителі, батьки та учні, муніципальну середню школу в Бломберзі було перейменовано в Hermann-Vöchting-Gymnasium .

## Праці
- Про формування органів у царстві рослин, два томи, 1878—1884.
- Дослідження з експериментальної анатомії та патології рослинного організму, два томи, 1908—1918.